# Odontotrypes balthasari
Odontotrypes balthasari is een keversoort uit de familie mesttorren (Geotrupidae). De wetenschappelijke naam van de soort werd in 1958 gepubliceerd door Miksic.